# Adam at Six A.M.
Adam at Six A.M. és una pel·lícula americana de Robert Scheerer estrenada el 1970.

## Argument
Un desencantat jove professor semàntica en una universitat de Califòrnia s'entera de la mort d'un parent llunyà a Missouri. Va al funeral, i decideix passar l'estiu allà i treballar com a peó per una empresa elèctrica. A més, coneix una noia i s'enamora i ha de fer front a una decisió important: en quina direcció vol fer anar la seva vida.

## Repartiment
- Michael Douglas: Adam Gaines
- Lee Purcell: Jerri Jo Hopper
- Joe Don Baker